# جيف ويلسون (سياسي أسترالي)
جيف ويلسون (بالإنجليزية: Geoff Wilson)‏ هو سياسي أسترالي، ولد في 5 نوفمبر 1952 في Culcairn ‏ في أستراليا. نشط حزبياً في حزب العمال الأسترالي. وقد انتخب عضو المجلس التشريعي ولاية كوينزلاند.